# Goin' Back To Texas
Goin' Back To Texas is het vierde studioalbum van countryzanger Don Edwards. Het album werd in februari 1993 uitgegeven onder het label Warner Records. Het album werd opgenomen in de Nightingale Recording Studio, Nashville, gemixt door Gary Paczosa en gemasterd door Denny Purcell. Het nummer "Coyotes" werd gebruikt in de laatste minuten van de documentaire Grizzly Man.

## Tracklist
| Nr.          | Titel                    | Duur  |
| ------------ | ------------------------ | ----- |
| 1.           | "Goin' Back To Texas"    | 4:07  |
| 2.           | "Coyotes"                | 4:27  |
| 3.           | "The Old Cow Man"        | 3:51  |
| 4.           | "Prairie Lullaby"        | 2:48  |
| 5.           | "The Rancher's Song"     | 3:57  |
| 6.           | "Lonely Cowboy"          | 3:07  |
| 7.           | "Line Shack Blues"       | 2:52  |
| 8.           | "Doney Gal"              | 5:52  |
| 9.           | "Will James"             | 3:52  |
| 10.          | "Say Goodbye To Montana" | 4:31  |
| 11.          | "Texas Sand"             | 4:20  |
| Totale duur: | Totale duur:             | 43:44 |

## Medewerkers
- Don Edwards - leadzang, componist[4]
- Dennis Burnside - piano
- Mark Casstevens - banjo, dobro, gitaar, harmonica
- Don Cobb - montage
- Sonny Garrish - dobro
- Carlos Grier - montage
- Rob Hajacos - fiddle
- Laura LiPuma - coverart
- William Matthews - coverart
- Joey Miskulin - accordeon, banjo, producent

- Patricia Miskulin - coördinatie van de productie
- Tom Morrell - gitaar
- Craig Nelson - basgitaar
- Rich O'Brien - gitaar
- Gary Paczosa - montage, mixen
- Denny Purcell - masteren
- Ed Simonton - assistent montage
- Steven Whatley - design
- Dennis Wilson - achtergrondzang
- Lonnie Wilson - drums